# 第10裝甲旅 (以色列)
第10哈雷爾裝甲旅（希伯來語：‎）是以色列国防军的後備部隊，隸屬於南方司令部。部隊於1948年由帕拉瑪赫組建而成。此後，該旅持續參與以軍軍事行動，如1948年以色列-阿拉伯戰爭、六日戰爭、第一次黎巴嫩戰爭及2014年加沙戰爭。